# Nus (matemàtiques)

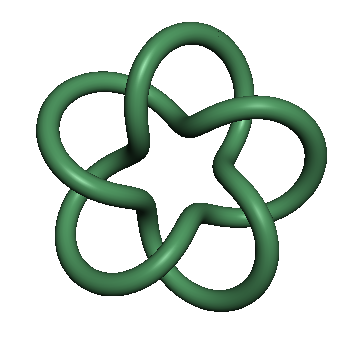
Nus (dotat de volum perquè es vegi més clarament).

En matemàtiques (i especialment en topologia), un nus és una incrustació de la circumferència en l'espai ambient ({\displaystyle \mathbb {R} ^{3}}, {\displaystyle S^{3}} o alguna altra 3-varietat), generalment considerant la topologia euclidiana.
El que pretén la definició matemàtica de nus és donar una descripció rigorosa del concepte comú de nus i amb això poder donar resposta a què fa que un nus sigui diferent d'un altre. La idea bàsica d'aquesta definició és que, per donar-li cabuda al fet que un nus no es pugui desnuar, s'enganxen les puntes extremes del nus.
D'altra banda, el que un nus es pugui deformar transformant-lo en un altre, en matemàtiques es descriu com l'existència d'una isotopia de l'ambient entre les dues puntes.
Formalment parlant, un pot dir que un nus a ({\displaystyle \mathbb {R} ^{3}} o en {\displaystyle S^{3}}) és una classe d'equivalència de puntes de la 1-esfera (S¹ = {x {\displaystyle \in } R² : |x|= 1}) en ({\displaystyle \mathbb {R} ^{3}} o en la 3-esfera). La classe ve donada per l'equivalència isotòpica de funcions, és a dir, dues incrustacions són equivalents si existeix una isotòpia de l'ambient entre tots dos.
També és possible, per generalització, estudiar nusos en el tor ({\displaystyle S^{1}\times S^{1}}) o sobre qualsevol altra varietat.

## Projeccions
Tot nus a {\displaystyle \mathbb {R} ^{3}} (o {\displaystyle S^{3}}) pot projectar-se sobre {\displaystyle \mathbb {R} ^{2}} (o, respectivament, {\displaystyle S^{2}}) de manera regular (és a dir, de manera injectiva arreu excepte en un nombre finit de punts). A més, es pot imposar sempre que els punts on la projecció no és injectiva no siguin colineals. D'aquesta manera pot representar-se la classe d'isotopia de qualsevol nus a partir d'una representació sobre el pla sempre que es mantingui una informació binària sobre cada punt no injectiu. Aquestes representacions es coneixen com a diagrames del nus. En termes de la teoria de grafs, els nusos quedarien representats per grafs planars de vèrtexs signats. Els nusos se solen classificar per la quantitat mínima de punts no injectius de les seves possibles projeccions. Aquest nombre s'anomena nombre d'encreuaments, i és interessant notar que per tot {\displaystyle n\in \mathbb {N} } hi ha un nombre finit de nusos diferents amb n encreuaments.

## Tipus de nusos

Taula amb tots els diagrames dels nusos primers de set encreuaments o menys (sense incloure-hi les imatges especulars).

Els nusos més senzills són el nus trivial, el nus trèvol (també conegut com a {\displaystyle 3_{1}}) i el nus vuit (també conegut com a {\displaystyle 4_{1}}), però hi ha infinits nusos diferents. Per classificar-los, se solen tractar diversos conceptes com els que s'expliquen a les seccions següents.

### Enllaços
S'anomena enllaç a una col·lecció de nusos que no intersequen però que estan nuats entre ells. D'aquesta manera, un nus és un enllaç d'una sola component. La majoria d'eines de la teoria de nusos poden fer-se servir tant per l'estudi dels nusos com dels enllaços, i segons quina bibliografia sol utilitzar el terme nus per referir-se tant a enllaços d'una sola component com a enllaços que en tenen més d'una.

### Nusos primers i compostos
La noció de nus primer neix a partir del concepte del de suma connexa de nusos (també conegut com a composició de nusos). S'entén com a suma connexa de dos nusos (o enllaços) el fet de separar cadascun dels dos nusos o enllaços en un punt i identificar les puntes dues puntes d'un amb les dues puntes de l'altre mantenint l'orientació si n'hi havia, tal com es mostra a les imatges següents (per projeccions planars).

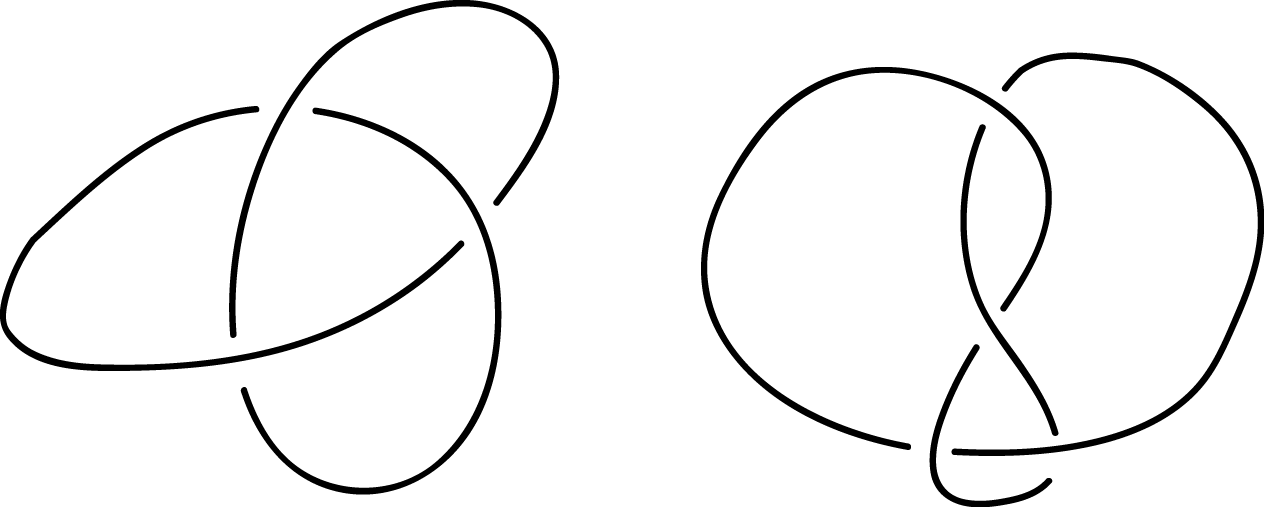
Considerem dues projeccions planars disjuntes de dos nusos.

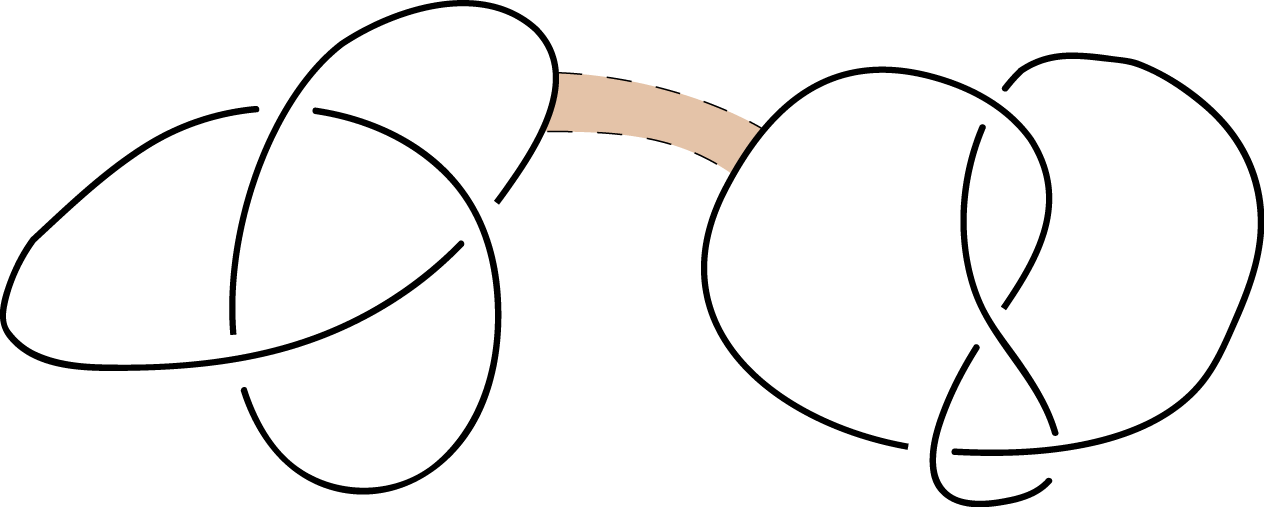
Trobem un rectangle on dos costats oposats formin part del nus i els altres dos costats siguin disjunts a ambdós nusos.

Finalment, s'uneixen els nusos eliminant els dos costats ja existents i afegint els altres dos costats del rectangle.

A partir d'aquesta definició, s'anomena nus primer a tot nus pel qual qualsevol descomposició en suma connexa de dos nusos té el nus trivial com un d'aquests dos nusos. Els nusos que no són primers s'anomenen nusos compostos. En general no és trivial saber si un nus és primer o compost i, per tal d'abordar aquesta qüestió, s'han desenvolupat diverses eines en la teoria de nusos. Una d'aquestes eines són els invariants per nusos.
Si es classifiquen els nusos per quantitat mínima d'encreuaments segons si són primers o compostos, s'obté la taula següent:
| n                                               | 1 | 2 | 3 | 4 | 5 | 6 | 7 | 8  | 9   | 10  | 11  | 12   | 13   | 14    | 15     | 16      |
| Quantitat de nusos primers amb n encreuaments   | 0 | 0 | 1 | 1 | 2 | 3 | 7 | 21 | 49  | 165 | 552 | 2176 | 9988 | 46972 | 253293 | 1388705 |
| Quantitat de nusos compostos amb n encreuaments | 0 | 0 | 0 | 0 | 0 | 2 | 1 | 4  | ... |     | ... |      | ...  |       | ...    |         |
| Total                                           | 0 | 0 | 1 | 1 | 2 | 5 | 8 | 25 | ... |     | ... |      | ...  |       | ...    |         |

### Nusos poligonals, mansos i salvatges

Un nus salvatge.

S'anomena nus poligonal a aquell format per un nombre finit de segments. Per tot nus poligonal {\displaystyle K}, existeix un pla tal que la projecció ortogonal {\displaystyle \pi } sobre el nus satisfà:
1. La imatge de {\displaystyle \pi (K)} té un nombre finit de punts dobles, i cap altre punt singular.
2. Les projeccions dels vèrtexs de {\displaystyle K} no són punts dobles de {\displaystyle \pi (K)}.

A {\displaystyle \pi (K)} se l'anomena projecció regular del nus.
A tot nus equivalent a un nus poligonal se l'anomena nus manso o nus domesticat, i a qualsevol altre nus se l'anomena nus salvatge. No obstant, en l'estudi de teoria de nusos se sol ometre l'adjectiu pels nusos mansos. És interessant notar que aquesta definició és equivalent a parlar de nusos amb un nombre finit d'encreuaments pel cas dels nusos mansos i nusos que no poden ser expressats amb un nombre finit d'encreuament pels nusos salvatges. Aquests últims, a més, solen mostrar comportaments patològics.

## Generalitzacions
Entre les generalitzacions més usualment estudiades s'hi troben les incrustacions de la j-esfera {\displaystyle S^{j}} a la n-esfera {\displaystyle S^{n}} per {\displaystyle n=j+2}, doncs són les que gaudeixen de més complexitat d'estudi. De fet, el concepte usual de nus (no generalitzat) n'és un cas particular: el de la 1-esfera en la 3-esfera.

### Incrustacions deSjaSnpern≠j+2

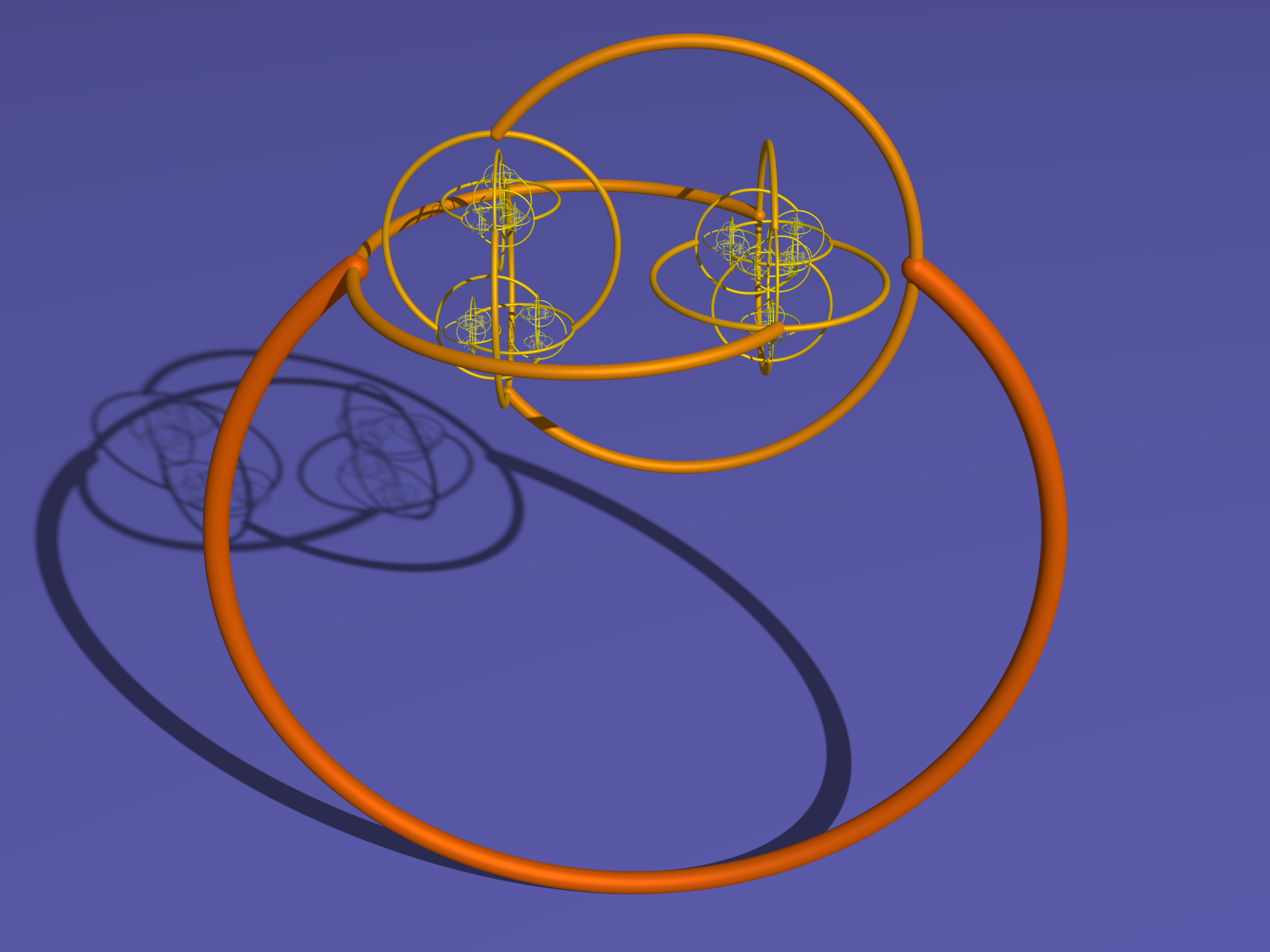
Esfera banyada d'Alexander

Val la pena notar que les incrustacions de {\displaystyle S^{1}} en {\displaystyle S^{n}} per {\displaystyle n>3} són sempre trivials. És a dir, si imaginem un nus en un espai de més de tres dimensions, sempre el podrem desfer. Una idea intuïtiva de com desfer aquests nusos seria prendre, sequencialment per cadascun dels encreuaments, la dimensió addicional per passar-hi el tros de corda de manera que l'encreuament quedi desfet.
Per {\displaystyle j=1} i {\displaystyle n=2}, el teorema de Schönflies demostra que tots els nusos són trivials. L'anàleg per {\displaystyle j=2} i {\displaystyle n=3} es coneix com a teorema d'Alexander. De fet, en topologia per nusos mansos està demostrat que per {\displaystyle n=j+1} tots els nusos són trivials. Ara bé, aquesta afirmació no es compleix si considerem nusos salvatges: un contraexemple d'aquest fet és l'esfera banyada d'Alexander.